# Jimmy Engoulvent
Jimmy Engoulvent (født 7. december 1979) er en fransk tidligere professionel cykelrytter.